# Kościół Świętej Trójcy w Poznaniu (Morasko)
Kościół św. Trójcy na Morasku w Poznaniu – kościół w Poznaniu, na Morasku, przy ul. Franciszka Jaśkowiaka. Rozebrany w 2017 roku.

## Historia

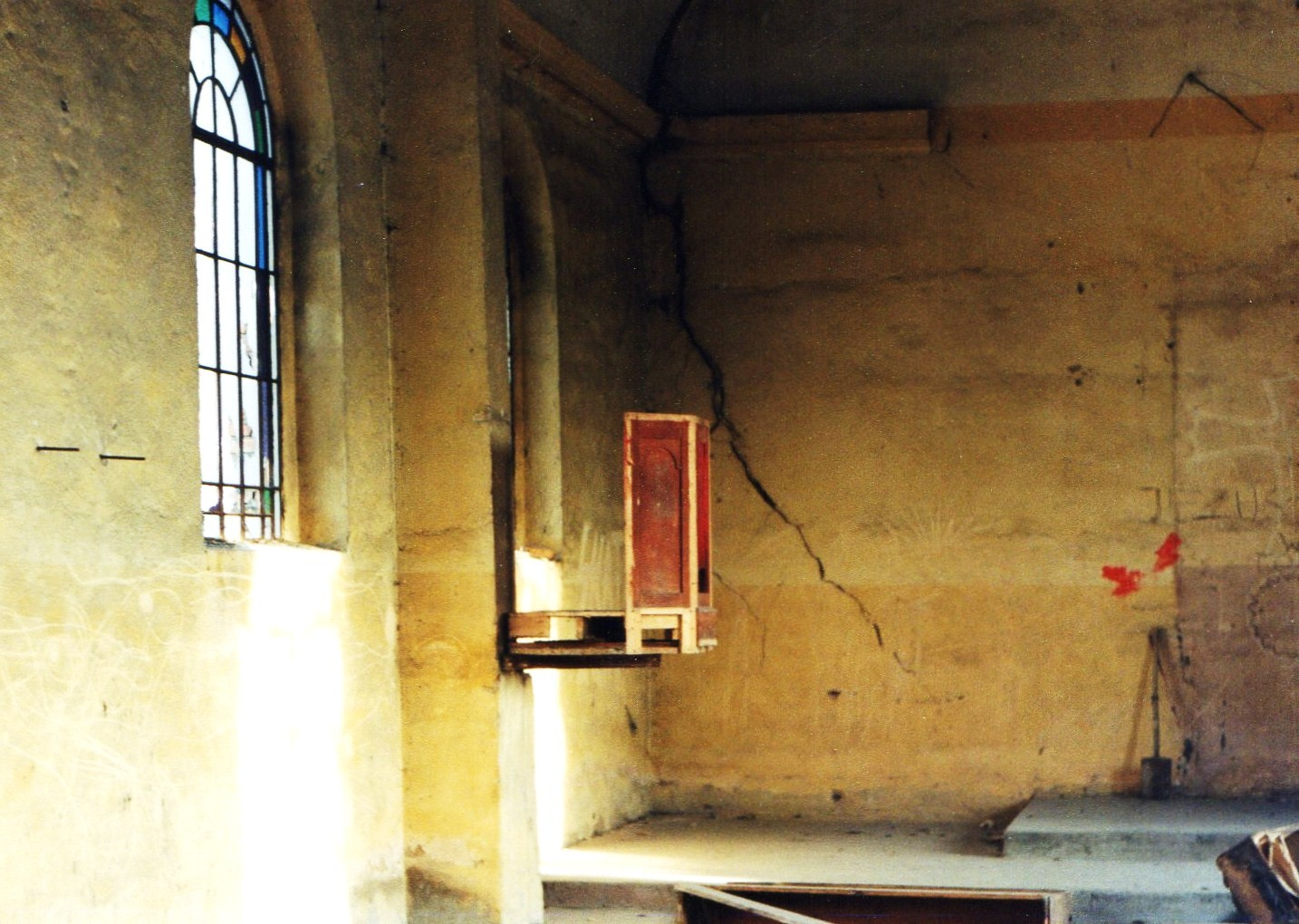
Fragment wnętrza w 1996

Kościół został zbudowany przez moraskich katolików w latach 1930–1931 jako przeciwwaga dla protestanckich osadników niemieckich, którzy licznie zamieszkiwali wieś. Nie został w pełni ukończony, m.in. nie miał prezbiterium.
Obiekt był jednonawowy z wieżą i zakrystią. Był kościołem filialno-pomocniczym do kościoła w Chojnicy. W czasie wojny stacjonowali w nim Niemcy. W 1941 roku kościół zniesiono i wykorzystywano na skład broni. Po II wojnie stał opuszczony (okresowo mieścił betoniarnię).
W początku XXI wieku stan obiektu był zły – m.in. stropy groziły zawaleniem. Przy prezbiterium istniała podstawa po ołtarzu. Trwał konflikt (2010) między parafią i Radą Osiedla, które chciały zburzyć kościół i zbudować parking, a Stowarzyszeniem Rozwoju Obszaru Morasko-Radojewo-Umultowo, które chciało rewitalizacji świątyni z przeznaczeniem na cele użytkowe. W dniu 26 sierpnia 2017 kościół został zburzony. Ponieważ Wydział Urbanistyki i Architektury Urzędu Miasta Poznania nie wydał zgody na rozbiórkę, powstał spór czy czynności wyburzeniowe dokonywane były zgodnie z prawem.

## Znaczenie urbanistyczne
Według Andrzeja Nowaka, poznańskiego architekta miejskiego, kościół mimo skromnej architektury, miał duże znaczenie kulturowe dla lokalnej społeczności. Prof. Robert Ast z Uniwersytetu Artystycznego w Poznaniu porównuje znaczenie świątyni dla Moraska, przy zachowaniu skali, do poznańskiego Wzgórza Świętego Wojciecha. Kościół był integralną częścią panoramy Moraska od prawie każdej strony.